# 小行星9949
小行星9949（9949 Brontosaurus）是一颗绕太阳运转的小行星，为主小行星带小行星。该小行星于1990年9月22日发现。

## 轨道参数
小行星9949的轨道半长轴为2.3543510 UA，离心率为0.062。